# Jozef Jantošík
Jozef Jantošík (9. února 1922 – ???) byl slovenský a československý politik a poúnorový bezpartijní poslanec Národního shromáždění ČSR.

## Biografie
Ve volbách roku 1954 byl zvolen do Národního shromáždění ve volebním obvodu Kysucké Nové Mesto-Čadca. V parlamentu setrval do března 1958, kdy rezignoval a nahradil ho Štefan Gašo. K roku 1954 se profesně uvádí jako dělník národního podniku Kysucké pily Brodno.